# Shenzhousaurus
Shenzhousaurus orientalis is een theropode dinosauriër, behorend tot de groep van de Maniraptoriformes, die tijdens het vroege Krijt leefde in het gebied van het huidige China.

## Naamgeving en vondst
De soort werd in 2003 benoemd en beschreven door Ji Qiang, Mark Norell, Peter Makovicky, Gao Keqin, Ji Shuan en Yuan Chongxi. De geslachtsnaam verwijst naar Shenzhou, 神州, een oude naam voor China. De soortaanduiding betekent "oostelijk" in het Latijn, opnieuw een verwijzing naar China.

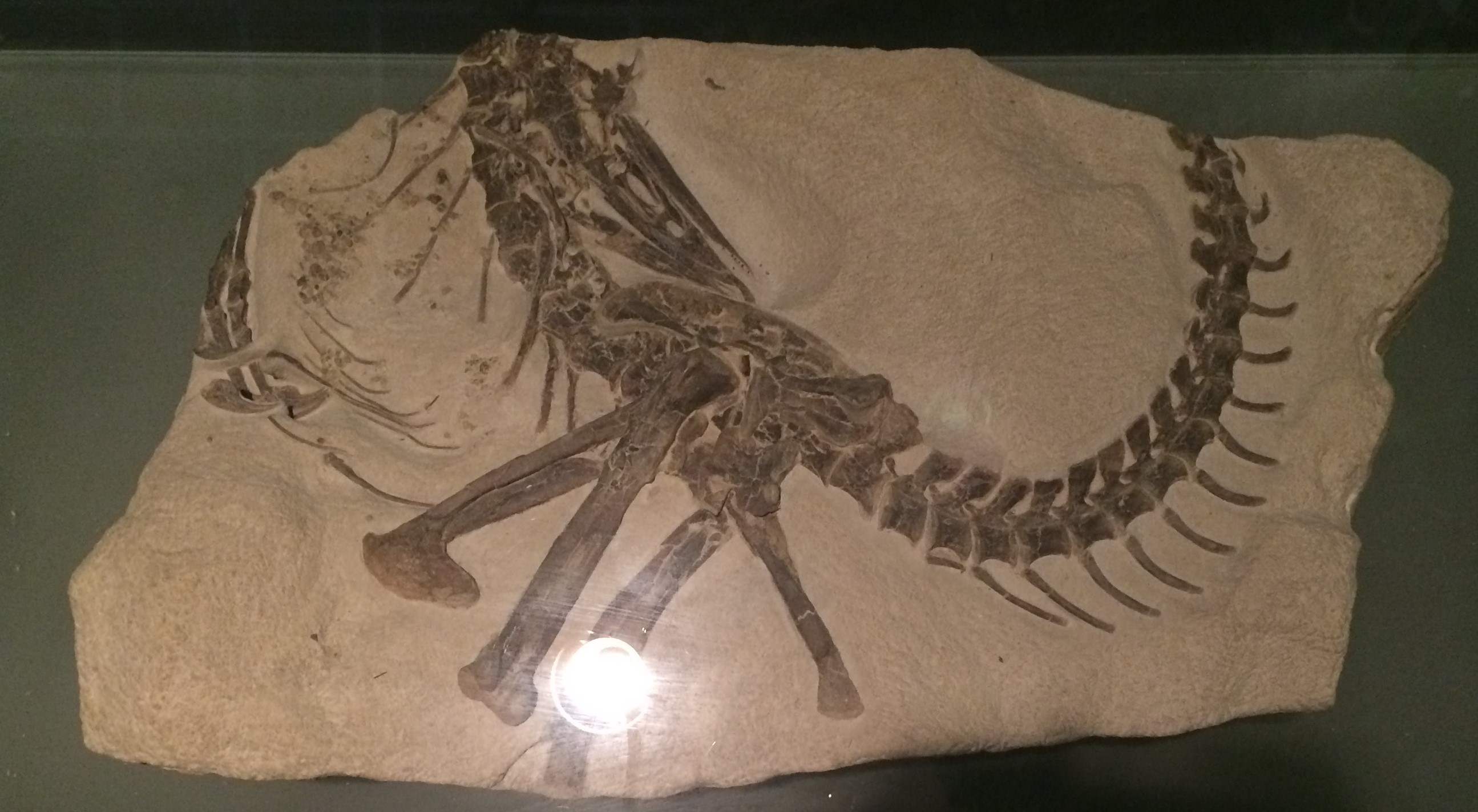
Het holotype

Het fossiel, holotype NGMC 97-4-002, is vermoedelijk eind jaren negentig bij Sihetun in de provincie Liaoning door plaatselijke boeren gevonden in de Lujiatunlagen van de Yixianformatie, Jehol-groep, die wellicht dateren uit het Valanginien. Het skelet was kennelijk oorspronkelijk vrijwel compleet. Bij het bergen hebben de illegale opgravers de vondst in twee blokken gebroken die daarna doormidden gespleten werden in plaat en tegenplaat. Daarbij zijn veel botten uit het omvattende gesteente gebarsten die gedeeltelijk weer op de platen — soms de tegenoverliggende — geplakt werden. Uiteindelijk ging het grootste deel van de voorpoten, de schoudergordel, de voorste ruggengraat en de nek verloren, evenals het uiteinde van staart en achterpoten. Acht ruggenwervels en vijftien staartwervels zijn nog over. De schedel is vervormd door samendrukking maar verder is het skelet driedimensionaal bewaard gebleven. In de buikholte zijn steentjes gevonden die mogelijke gastrolieten zijn, maagstenen die hielpen bij de spijsvertering.

## Beschrijving
Het holotype van Shenzhousaurus is een tamelijk klein dier met een lichaamslengte van ongeveer twee meter. Het kan zijn dat het een onvolwassen exemplaar betreft. Hij heeft een spitse kleine kop, lange nek, vrij grote handen, krachtige achterpoten en een stevige maar relatief korte staart.
De beschrijvers hebben enkele onderscheidende kenmerken weten vast te stellen door een vergelijking met verwante ornithmimosaurische soorten. Shenzousaurus toont kenmerken die oorspronkelijk zijn voor de groep: terwijl Harpymimus en meer afgeleide ornithomimosauriërs een darmbeen hebben waarvan het achterblad achteraan plots ophoudt, loopt dit bij Shenzhousaurus over in een geleidelijke curve. Anders dan de Ornithomimidae heeft Shenzhousaurus nog het oorspronkelijk rechte zitbeen. Eveneens een zeer basaal kenmerk voor de groep is het bezit van tanden: terwijl de meeste leden tandeloos zijn heeft Shenzhousaurus er nog zo'n negen in de onderkaak, hoewel de bovenkaken er geen meer tonen. Alleen Pelecanimimus heeft onder de verwanten nog meer tanden.
De schedel heeft een lengte van 18,5 centimeter. De snuit is plat, erg langgerekt, en licht bollend. Hij loopt spits toe maar het uiterste puntje is delicaat afgerond. De zijkanten zijn erg vlak. De 154 millimeter lange onderkaken zijn zeer vlak en spits, eindigend in een scherpe punt. De tanden zijn kort, stomp, kegelvormig en staan schuin naar voren toe; ze lijken op rudimenten. Ze hebben een dunne laag email maar geen snijranden of karteling. In feite waren slechts zeven tanden aanwezig maar het bestaan van twee meer kan worden aangenomen.
De ruggenwervels zijn niet gepneumatiseerd. Er zijn vijf sacrale wervels die een 14 centimeter lang sacrum vormen. Bij de tweede en derde staartwervel loopt er een dunne beenplaat van de zijuitsteeksels naar de voorste uitsteeksels waar hij overgaat in een opvallende richel die begrensd wordt door een ondiepe groeve. De chevrons onder de ruggenwervels worden naar achteren toe korter, breder en krommer totdat de achterste eindigen in een haak die naar achteren steekt. In de buikribben is het middensegment even lang als het eindsegment, terwijl het eerste in afgeleide ornithomimosauriërs langer is.
Het darmbeen is vrij kort, 153 millimeter, met een lengte van zes wervels. Het voorste blad heeft een slechts kleine haakvormige punt; het achterste loopt uit in een punt. De groeve die dient als aanhechtingsvlak voor de Musculus caudofemoralis brevis heeft een holle onderrand; bij de meeste verwanten is die recht. Het uitsteeksel voor het schaambeen is relatief zeer kort. De 169 millimeter lange schaambeenderen zijn onderaan vergroeid over twee derden van hun lengte; ze eindigen in een 62 millimeter lange verbreding die grotendeels naar achteren steekt. Het dijbeen heeft een lengte van 191 millimeter.
De hand draagt lange en vrij platte klauwen. De eerste vinger is korter dan de tweede en derde, een basaal kenmerk. Het derde middenhandsbeen is bij even dik als het tweede, net als bij Harpymimus.

## Fylogenie
De beschrijvers plaatsten Shenzhousaurus na een exacte kladistische analyse in de Ornithomiminae sensu Sereno 1998. Dat is een begrip dat nog ruimer is dan de huidige Ornithomimidae sensu Sereno 2005, waar Shenzhousaurus dan ook buiten valt. Volgens de tegenwoordig meest gangbare terminologie heeft de soort een basale positie in de Ornithomimosauria net boven Pelicanimimus en onder Harpymimus in de stamboom.